# Wilberfoss
Wilberfoss är en ort och civil parish i Storbritannien.   Den ligger i kommunen East Riding of Yorkshire och riksdelen England, i den centrala delen av landet, 280 km norr om huvudstaden London. Wilberfoss ligger 15 meter över havet och antalet invånare är 1 896.
Terrängen runt Wilberfoss är huvudsakligen platt, men åt nordost är den kuperad. Runt Wilberfoss är det ganska tätbefolkat, med 139 invånare per kvadratkilometer. Närmaste större samhälle är York, 12,7 km väster om Wilberfoss. Trakten runt Wilberfoss består till största delen av jordbruksmark.